# Мотосинтла (муниципалитет)
Мотосинтла (исп. Motozintla) — муниципалитет в Мексике, штат Чьяпас, с административным центром в городе Мотосинтла-де-Мендоса. Численность населения, по данным переписи 2020 года, составила 76 398 человек.

## Общие сведения
Название Motozintla с языка науатль можно перевести как беличий склон.
Площадь муниципалитета равна 584,3 км², что составляет 0,8 % от площади штата, а наиболее высоко расположенное поселение Эль-Мосоталь, находится на высоте 3048 метров.
Он граничит с другими муниципалитетами Чьяпаса: на севере с Сильтепеком и Эль-Порвениром, на востоке с Масапа-де-Мадеро, на юге с Тапачулой и Тусантаном, на юго-западе с Уистлой, на западе с Эскуинтлой, а также на востоке проходит государственная граница с республикой Гватемала.

## Учреждение и состав
Муниципалитет был образован в 1915 году, по данным 2020 года в его состав входит 383 населённых пункта, самые крупные из которых:
| Код INEGI                  | Населённый пункт                                                                                            | Численность населения (2005 год) | Численность населения (2010 год) | Численность населения (2020 год) |
| -------------------------- | --- | -------------------------------- | -------------------------------- | -------------------------------- |
| 057                        | Всего | 58115                            | 69119                            | 76398                            |
| 0001                       | Мотосинтла-де-Мендоса (исп. Motozintla de Mendoza) 15°21′47″ с. ш. 92°14′52″ з. д. (административный центр) | 17501                            | 23755                            | 27815                            |
| 0013                       | Белисарио-Домингес (исп. Belisario Domínguez) 15°18′02″ с. ш. 92°22′50″ з. д.                               | 1962                             | 2011                             | 2730                             |
| 0016                       | Бенито-Хуарес (исп. Benito Juárez) 15°21′58″ с. ш. 92°18′45″ з. д.                                          | 616                              | 766                              | 900                              |
| 0074                       | Никивиль (исп. Niquivil) 15°15′36″ с. ш. 92°12′45″ з. д.                                                    | 545                              | 774                              | 711                              |
| 0245                       | Чекуте (исп. Checuté) 15°15′50″ с. ш. 92°16′05″ з. д.                                                       | 501                              | 691                              | 697                              |
| 0047                       | Франсиско-Мадеро (исп. Francisco I. Madero) 15°20′32″ с. ш. 92°25′15″ з. д.                                 | 562                              | 594                              | 688                              |
| 0104                       | Сан-Хосе-Иштепек (исп. San José Ixtepec) 15°21′08″ с. ш. 92°22′37″ з. д.                                    | 551                              | 642                              | 653                              |
| —                          | Прочие | 35877                            | 39886                            | 42204                            |
| Названия на карте Генштаба | |                                  |                                  |                                  |

## Экономическая деятельность
По статистическим данным 2000 года, работоспособное население занято по секторам экономики в следующих пропорциях:
- сельское хозяйство и животноводство — 57,7 %;
- промышленность и строительство — 11,2 %;
- торговля, сферы услуг и туризма — 29,2 %;
- безработные — 1,9 %.

### Сельское хозяйство
Основные выращиваемые культуры: кукуруза, бобы и кофе.

### Животноводство
В муниципалитете развито свиноводство и птицеводство.

### Лесная отрасль
Производится заготовка древесины пород: сосна и красное дерево.

### Услуги
Предоставляются услуги гостиницы, ресторанов и различных мастерских.

## Инфраструктура
По статистическим данным 2020 года, инфраструктура развита следующим образом:
- электрификация: 99 %;
- водоснабжение: 50,7 %;
- водоотведение: 97,8 %.

## Туризм
Основными достопримечательности:
- Исторические: памятники Белисарио Домингесу, Исмаэлю Мендоса Санчесу, Мигелю Идальго и Костилья, установленные в парке независимости;
- Архитектурные: церкви Девы Гваделупской и Святого Франсиска;
- Природные: пейзажи горы Мосоталь, со сбегающими с неё реками и ручьями, образующими разнообразные водопады и перекаты.